# Розтокі (Західнопоморське воєводство)
Розтокі (пол. Roztoki, нім. Wedellshof) — село в Польщі, у гміні Дравсько-Поморське Дравського повіту Західнопоморського воєводства.
У 1975-1998 роках село належало до Кошалінського воєводства.